# Zenobia Halabiya
Zenobia, oggi Halabiyah (in arabo حلبيّة‎?), è stata una città sulla riva destra dell'Eufrate nel governatorato di Deir ez-Zor, in Siria. Fu fortificata nel III secolo d.C. da Zenobia, regina di Palmira, da cui deriva il nome stesso del sito nell'antichità. Dopo la rivolta della regina contro l'impero romano, nel 273, Zenobia fu conquistata dai romani e quindi rifortificata come parte del limes arabicus. Il sito occupa un'area di 12 ettari, protetti da mura massicce, e comprende una cittadella nel punto più alto. Oltre alle mura sono stati riportati alla luce i resti di due chiese, un complesso termale e due strade.  Tutte le costruzioni risalgono al regno bizantino di Giustiniano I, che rinnovò le fortificazioni nel VI secolo d.C.

## Archeologia
La prima descrizione di Zenobia si trova nel De aedificiis di Procopio, che descrisse la fortezza nel VI secolo d.C. A seguito delle indagini archeologiche sul posto la descrizione di Procopio risulta essere accuratissima, dimostrando che lo storico conosceva il luogo per osservazione diretta. Zenobia ha attirato l'attenzione di studiosi e viaggiatori europei già dalla metà del XIX secolo. L'esploratrice inglese Gertrude Bell vi passò nei suoi viaggi attraverso la Mesopotamia del nord e i resti della città furono fotografati dal pioniere della archeologia aerea, il francese Antoine Poidebard nel 1930
Nel 1944-45, il sito fu esaminato dall'archeologo francese Jean Lauffray, che ne disegnò la mappa e ne studiò i bastioni e gli edifici pubblici. La sua squadra includeva 45 lavoratori ingaggiati in una tribù beduina locale. Questi furono autorizzati ad utilizzare le tende e gli altri equipaggiamenti necessari provenienti dalla missione archeologica tedesca di Tell Halaf diretta da Max von Oppenheim, che erano stati immagazzinati nel 1939. Nel 1945, gli scavi cessarono bruscamente a seguito delle agitazioni dei lavoratori beduini e i membri stranieri della spedizione si rifugiarono ad Aleppo.
Alcuni dei dati di Lauffray sono stati in seguito confermati nei sopralluoghi del sito del 1987. Nel 2006 una missione congiunta franco-siriana è stata avviata dal direttorato generale antichità e musei (DGAM) della Siria e dall'università Paul Valéry di Montpellier. La missione era guidata da Sylvie Blétry. Dopo un iniziale intervento d'emergenza nel 2006, tre successive campagne di scavi e restauro sono state portate avanti fra 2007 e 2009. Oltre alla verifica della mappatura di edifici pubblici e bastioni la missione franco-siriana ha portato alla luce zone di architettura residenziale. Nella stagione del 2009 è stata mappata anche la necropoli, che ha portato alla scoperta di più di 100 nuove tombe

## Il sito e il suo contesto
Halabiya si trova sulla riva destra dell'Euphrates 45 km a monte di Deir ez-Zor in una posizione strategica dove rocce basaltiche costringono il fiume in una stretta gola. Queste rocce sono localmente note come al-khanuqa cioè "quelle che strangolano". L'Uadi Bishri corre lungo il lato sud della città la cui fortezza controlla anche questa rotta attraverso il deserto. Circa 3 km a monte sorge la contemporanea ma più piccola fortezza di Zalabiya (زلبيّة).
I resti attualmente visibili risalgono all'occupazione bizantina del sito. La conformazione della città è a forma di triangolo, con il lato est parallelo alla riva dell'Eufrate mentre l'angolo ovest poggia sulla cima di un colle dai lati del quale si dipartono due uadies sui lati nord e sud. Il sito è protetto da mura massicce che racchiudono un'area di 12 ha. Furono costruite in due fasi La struttura originale appartiene probabilmente al regno di Anastasio I (481-518), con caratteristiche comuni a quelle di altre città sulla frontiera persiana (per esempio Dara-Anastasiopolis): fanno parte di un programma di fortificazioni realizzato con una certa fretta, dopo una guerra in cui la tradizionale superiorità dell'esercito romano si era affermata con fatica. Ma dopo solo una quarantina d'anni le mura dovettero essere in condizioni tali da richiedere una ristrutturazione: l'intero muro nord fu interamente sostituito sotto Giustiniano I (circa nel 545 d.C.), questa volta copiando il metodo utilizzato a Rusafa.
Quest'ultimo è infatti in gran parte intatto, mentre le parti di mura est e ovest ancora visibili si elevano fra gli 8 e i 15 metri. Il tratto di mura a est lungo il fiume, costruito anche per proteggere dalle inondazioni, è lungo 385m ed aveva tre porte. Il tratto a nord va dal fiume alla cittadella sulla cima dell'acropoli, è lungo 350m, protetto da cinque torrioni e, in prossimità del fiume, ha una porta affiancata da due torri. A metà del declivio del colle si trova il praetorium, un massiccio, squadrato edificio a tre piani, incorporato nelle mura, che serviva da caserma. Le mura a sud vanno dalla cittadella al fiume, sono lunghe 550m, rafforzate da dieci torrioni e hanno una porta simile a quella a nord. Tutte le torri sono costruite sullo stesso modello: squadrate e a due piani; erano accessibili attraverso scale e gallerie coperte, interne alle fortificazioni.

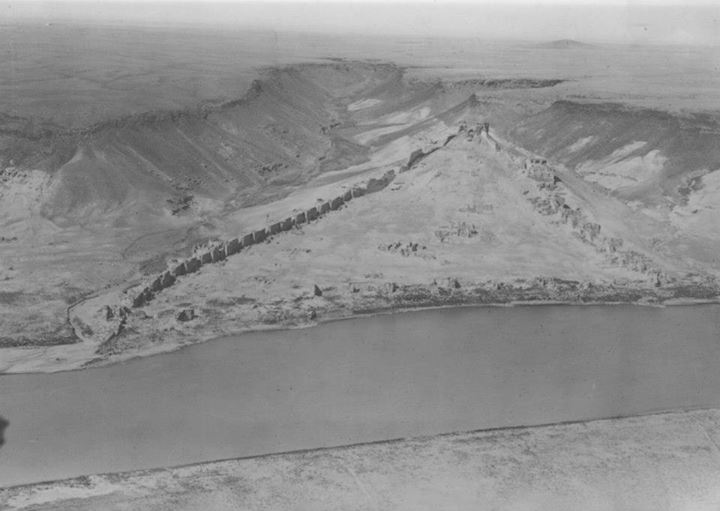
Il sito di Zenobia in una fotografia degli anni Trenta del Novecento

Sulla cima di un colle roccioso la cittadella occupa un'area rettangolare di 45 per 20m, che si allunga sull'asse est-ovest. Consiste di due diverse parti: una fortificazione poligonale fiancheggiata da torri a ovest e un massiccio edificio rettangolare a est. Quest'ultimo è simile al praetorium più basso sul declivio della collina. In entrambi sono state identificate murature sia romane e bizantine che arabe.

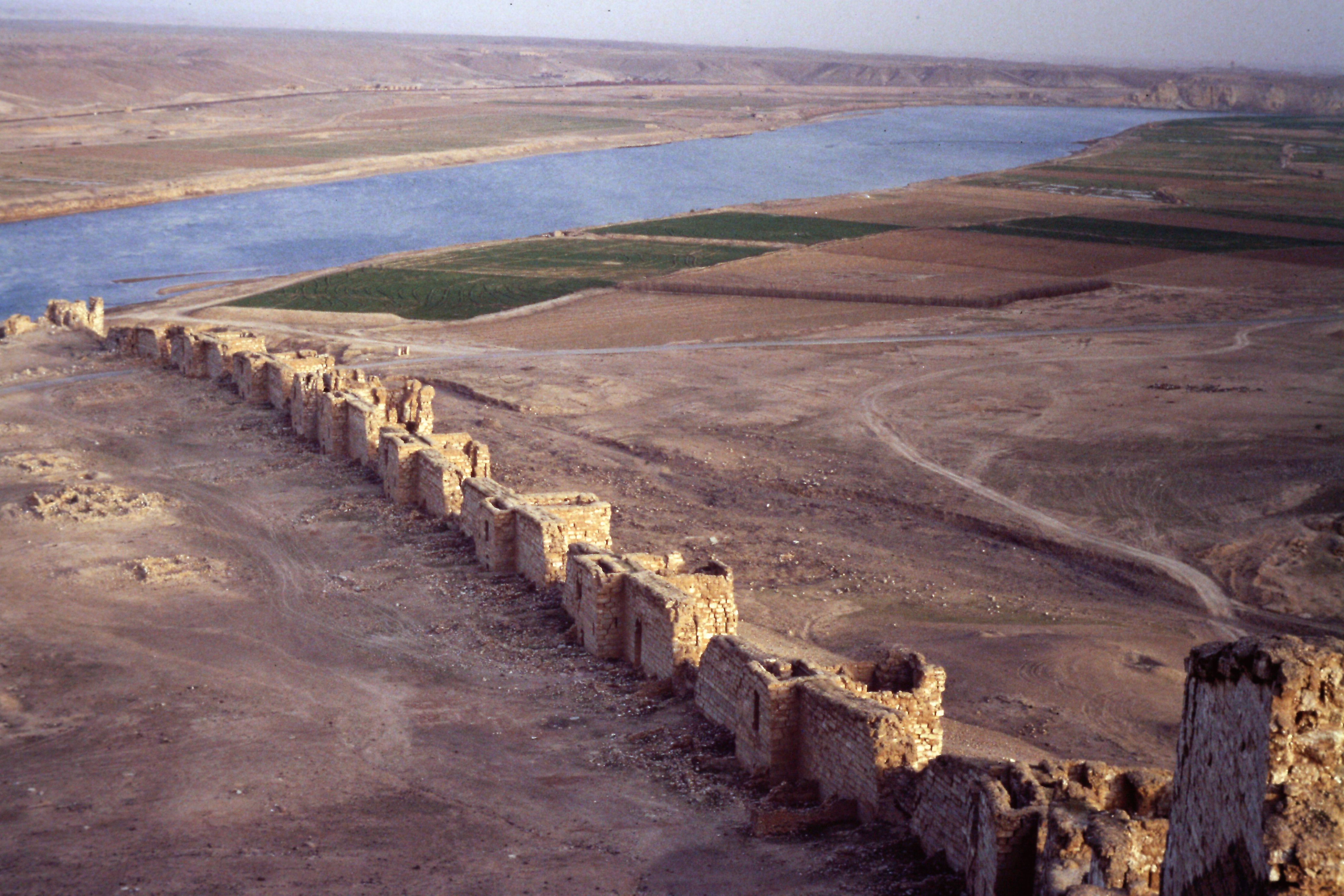
Vista delle mura e dell'Eufrate

Il sito è diviso in quarti da una strada fiancheggiata da colonne che va da nord a sud, collegando le aperture nelle rispettive mura con una seconda strada che corre da est a ovest. A nord-ovest del punto in cui le strade si incrociano c'era il foro; a nord-est c'erano le terme pubbliche. Sono state inoltre localizzate due chiese: una grande chiesa nel quartiere di nord-ovest, costruita sotto l'impero bizantino di Giustiniano e una chiesa più piccola nel quartiere sud-ovest costruita poco prima.
In un'area a nord di Zenobia, lungo l'Eufrate, c'è una necropoli con numerose tombe, a torre o scavate nella roccia, che risalgono al tardo impero romano e mostrano chiare influenze della cultura di Palmira. Un'altra necropoli era situata a sud della città.
In assenza di comunità insediate nei dintorni che potessero demolire le strutture della città per ricavarne materiale da costruzione, dopo che questa era stata abbandonata, i guasti del sito derivano in primo luogo dai terremoti ma le fortificazioni sono sopravvissute in larga parte intatte. La progettata costruzione della diga di Halabiya sull'Eufrate, a sud della città, porterà ad un parziale allagamento del sito, inserito nel bacino della diga. Il governo siriano sta lavorando con l'UNDP (Programma delle Nazioni Unite per lo sviluppo) e con l'UNESCO per ridurre l'impatto di queste strutture sul sito.

## Storia

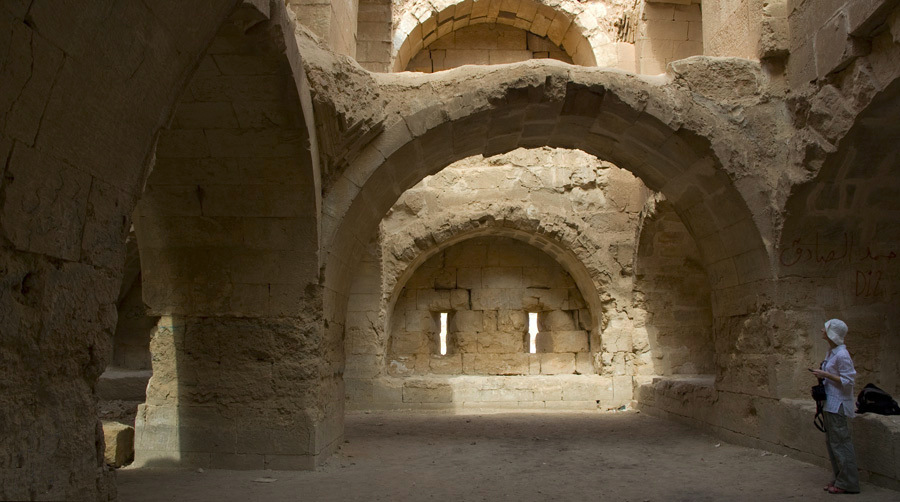
Interno del Praetorium

Il sito di Halabiye è menzionato già nel XIV secolo a.C. dagli archivi di Ebla. A quel tempo il sito era noto come Halabit, mentre Zalabiy, sulla riva opposta dell'Eufrate, potrebbe identificarsi con la Šalbatu citata nelle tavolette. Halabit compare in una lista di città che inviavano tributi a Ebla. Poiché era la più meridionale delle tributarie si è supposto che la fortezza si trovasse sul confine territoriale di Ebla con la sua principale rivale Mari. Il sito potrebbe essere stato occupato anche durante il periodo neo-assiro (934–608 a.C.); infatti, premesso che nel periodo classico la città era nota con il nome di Birtha, ad essa farebbe pensare il toponimo Birtu che si trova in fonti dell'impero neo-assiro.
Ma il massimo splendore fu toccato sotto gli imperi tardo-romano e bizantino. Dopo la prima conquista romana Birtha era una piccola guarnigione. Fu occupata da Palmira nel III secolo d.C. a causa della sua posizione strategica sul fiume, nel punto in cui questo scorre attraverso una stretta gola. La città fu fortificata, ingrandita e prese il nome della regina di Palmira, Zenobia (240–274).
Fu poi riconquistata dai romani nel 273 d.C. nel corso della guerra scoppiata dopo che Palmira aveva dichiarato la propria indipendenza da Roma. È possibile che la fortezza sia stata ristrutturata più volte: prima sotto Diocleziano (244–311), che tentò di rafforzare il Limes arabicus a nord di Palmira; successivamente, durante il regno di Anastasio I (430–518). Infine, durante gli ultimi anni del regno di Giustiniano, Zenobia fu inserita nel programma di rafforzamento del confine con l'impero sassanide, che si estendeva a est. Dopo la conquista musulmana della Siria la necessità di mantenere una frontiera ben difesa lungo l'Eufrate venne a cadere. La cittadella sulla cima del colle, però, continuò ad essere utilizzata per controllare i movimenti nel medio corso del fiume e subì quindi ulteriori modifiche.